# آوده‌خا
اودگا (به هلندی: Oudega) یک منطقهٔ مسکونی در هلند است که در سودوست-فریسلان واقع شده‌است. اودگا ۷۳۰ نفر جمعیت دارد.